# Saint-Étienne-de-Puycorbier
Saint-Étienne-de-Puycorbier är en kommun i departementet Dordogne i regionen Nouvelle-Aquitaine i sydvästra Frankrike. Kommunen ligger i kantonen Mussidan som tillhör arrondissementet Périgueux. År 2022 hade Saint-Étienne-de-Puycorbier 109 invånare.

## Befolkningsutveckling
Antalet invånare i kommunen Saint-Étienne-de-Puycorbier
Referens:INSEE